# Gyraulus albus
Gyraulus albus е вид коремоного от семейство Planorbidae.

## Разпространение
Видът е разпространен в Австрия, Албания, Андора, Белгия, Босна и Херцеговина, България, Великобритания (Северна Ирландия), Германия, Гърция, Дания, Естония, Ирландия, Испания, Италия, Латвия, Литва, Лихтенщайн, Люксембург, Нидерландия, Норвегия, Полша, Португалия, Румъния, Русия (Калининград), Словакия, Словения, Украйна, Унгария, Финландия, Франция, Хърватия, Черна гора, Чехия, Швейцария и Швеция.